# Gregory Ljungberg
Ernst Gregory Ljungberg, född 11 juli 1907 i Hedvig Eleonora församling i Stockholm, död 21 oktober 1998 i Lidingö församling, var en svensk ingenjör och direktör. Han blev 1946 akademisekreterare i Ingenjörsvetenskapsakademien och var 1961–1972 biträdande direktör i samma akademi där han 1962 också invaldes som ledamot.

## Biografi
Gregory Ljungberg var son till häradshövding Ernst Ljungberg och hans hustru Martina Lind. Han flyttade till Lidingö 1910 vid tre års ålder och sedan blev han Lidingö trogen resten av sitt liv.
Han blev filosofie magister 1930 och examinerades från Kungliga Tekniska högskolan i Stockholm 1940. Åren 1934–1938 var han läroverkslärare och under åren 1940–1943 tjänstgjorde han som ingenjör vid Arenco AB i Stockholm. Han var intendent vid Ingenjörsvetenskapsakademien, IVA, 1943. 1946 blev han direktörsassistent och åren 1961–1972 var han biträdande direktör där.
Gregory Ljungberg var sekreterare i Sveriges förenade studentkårer, (SFS), åren 1935–1937, avdelningsordförande i Svenska Teknologföreningen (SvTF), 1952–1954, Ingenjörsvetenskapsakademiens tekniske representant och rådgivare vid svenska ambassaden i USA 1954–1955, svensk representant i Organisationen för ekonomiskt samarbete och utveckling (OECD) och kommunikatör för Cooperative Research 1963–1965, där Sverige var medlem och hade anslutit sig 1961.
Han blev ledamot i Ingenjörsvetenskapsakademien år 1962, där han blev invald som nummer 415 till Avdelning XI. Den kände civilingenjören, uppfinnaren, företagsledaren och nobelpristagaren Gustaf Dalén blev invald som ledamot av Kungliga ingenjörsvetenskapsakademien det första året, 1919, till Avdelning II.
Gregory Ljungberg är begravd på Lidingö kyrkogård. Han gifte sig 1944 med Carin Werner, i hennes 2:a gifte. Hon var född 1909 och dotter till Richard Werner och Hildur Hillerström.

## Gregory Ljungberg som författare
Ljungberg skrev även tidnings- och tidskriftsartiklar. Han har även skrivit ett antal böcker, några exempel är:
- Gregory Ljungberg och Sigurd Lindman, en artikel i Svenska Män och Kvinnor del 7, Albert Bonniers förlag (1954), om direktören och grundaren av Nobelstiftelsen, Ragnar Sohlman den äldre (1870-1948).  Ragnar Sohlman var verkställande direktör för Nobelstiftelsen 1936–1946.
- Gregory Ljungberg skrev en bok om sin hembygd Lidingö: Lidingö genom tiderna, en berättelse i ord och bild, som utkom med 1:a upplagan 1977 på LiberFörlaget.[2]
- Gregory Ljungberg skrev en bok med titeln Edy Velander och Ingenjörsvetenskapsakademien: En levnadsteckning och en bild av akademien 1938-1959, IVA, 1986 - 135 sidor. Volym 251 av Ingenjörsvetenskapsakademien. Meddelande. Ingenjörsvetenskapsakademien, IVA, 1986. ISBN 91-7082-3936.